# Црква Свете великомученице Марине у Рутевцу
Црква Свете великомученице Марине у Рутевцу, насељеном месту на територији општине Алексинац, припада Епархији нишкој Српске православне цркве.
Црква посвећена Светој великомученици Марини је подигнута 1907. године у време службовања проте Лазара Милутиновића. Освештана је исте године од стране епископа нишког Никанора Ружичића. Храм су градили мештани села Рутевац и Ћићина. Фрескописана у периоду од 1924. до 1930. године. Године 1970. подигнута је звонара.